# Teoria dell'identità
La teoria dell'identità sostiene che ci sia solo una realtà sostanziale: la realtà fisica, materiale. Perciò la mente non può che essere qualcosa di materiale. La mente quindi viene considerata come identica al cervello: tutti i fenomeni mentali in realtà si identificherebbero con particolari stati o processi neurali. Così un preciso stato cerebrale è un preciso stato mentale. In questo modo si pensava di poter risolvere l'annoso problema dell'interazione mente-corpo.
I più importanti teorici della teoria dell'identità, diffusa negli anni cinquanta, sono stati Ullin Place e John J. C. Smart. Tra i simpatizzanti troviamo anche Gilbert Ryle e B.F. Skinner. Non stupisce pertanto se la teoria dell'identità abbia trovato grande appoggio dal cosiddetto comportamentismo.

## Punti fondamentali
Gli attacchi critici dei teorici dell'identità erano rivolti soprattutto contro il dualismo di René Descartes, il quale, a loro avviso, non risolveva il problema mente-corpo in quanto si limitava a spiegare la mente con il concetto ad hoc di res cogitans (o, in senso lato, "mente", "coscienza", etc.). Esso infatti non spiegava come fosse possibile che una sostanza immateriale ed inestesa (res cogitans) potesse agire su qualcosa di esteso e materiale (res extensa) e come, a sua volta, una sostanza corporea potesse influenzare una sostanza incorporea.
I teorici dell'identità, al contrario, pensano di superare questo problema affermando che gli stati mentali non sono altro che stati cerebrali e quindi tutte le proprietà della mente sono in realtà possedute dal cervello. 
Questo poneva i teorici dell'identità nella particolare situazione di negare l'esistenza dell'introspezione soggettiva e delle qualità esperite "fenomenologicamente" dal soggetto (i cosiddetti qualia, ovvero qualità delle esperienze appartenenti al mondo essenzialmente privato del soggetto, come i colori o i sapori). In tal senso, gli stati mentali non erano altro che disposizioni a fare azioni peculiari determinate dagli stati cerebrali. Questo significava che lo stato mentale di un individuo si riduce allo stato cerebrale e al comportamento che questo stato determina. 
La teoria dell'identità accolse anche la sfida dei qualia e cercò di darne una soluzione compatibile con la propria epistemologia. Così, lo stato mentale del dolore è uno stato cerebrale che può consistere, per esempio, nella scarica di specifiche fibre nervose (fibre-C). Da questo punto di vista avvertire del dolore è avere le fibre-C che scaricano o vedere il rosso è avere certe cellule della corteccia cerebrale in uno stato specifico (teoria dell'identità tipo-tipo).

## L'identità tra la mente e i processi fisici
David Malet Armstrong nel 1968 propose una variante della teoria dell'identità  in un libro famoso. Una tesi molto simile era stata presentata anche dal filosofo James J Smart nel celebre articolo Sensations and Brain Processes sulla rivista The Philosophical Review .
In questo articolo, Smart aveva criticato la nozione di correlazione in quanto, secondo lui, se
... si dice che [gli stati della coscienza] sono correlati con i processi cerebrali, non si fa alcun passo avanti. Infatti, dire che i processi mentali siano correlati con i processi cerebrali implica che i primi siano qualcosa di diverso [over and obove]. (p. 142).
Sempre per chiarire la sua posizione, Smart dichiara che 
... una frase a proposito di una sensazione è una frase che si riferisce a qualcosa e quel qualcosa è un processo cerebrale. Una sensazione non è nient'altro che un processo cerebrale. [...] Quando uso la copula "è", la uso nel senso stretto di identità (come quando si dice "il numero 7 è identico con il più piccolo numero primo più grande di 5").  (p.145) 

## La critica funzionalista
A partire dallo scritto del filosofo Hilary Putnam, Brains and Behavior (1963), si attacca il comportamentismo e la teoria dell'identità.
Secondo Putnam non necessariamente gli stati mentali sono "esterni", cioè si manifestano sotto forma di comportamento verificabile intersoggettivamente. La connessione tra comportamento e stato mentale è meno stretta di quanto si possa pensare. Non è, infatti, necessariamente vero che una persona che avverte del dolore si metta a gemere o urlare, dando manifestazione del "dolore". Alcune persone potrebbero avvertire del dolore senza comportarsi minimamente nei modi comunemente associati al dolore (ad esempio, una persona allevata in una cultura analoga a quella dell'antica Sparta). Questo significa che se un soggetto X può reagire alla stimolazione delle fibre-C in modo diverso rispetto a quello comunemente riconosciuto, allora la stimolazione delle fibre-C non può essere identificata con il dolore, giacché, in questo caso specifico, il suo output non è riconducibile alla nostra categoria di "dolore".
In un altro scritto chiamato Psychological Predicates (1967), Putnam attacca direttamente la teoria dell'identità affermando che se lo stato mentale del dolore fosse identificabile con uno stato cerebrale, allora tale stato cerebrale dovrebbe essere identico per tutte le specie animali, cosa che non è affatto vero dato che ci sono animali, come il polpo, che avvertono dolore ma non hanno la medesima configurazione neurale della specie umana. Pertanto il dolore non è identificabile in uno stato cerebrale specifico, bensì corrisponde ad un processo funzionale. Essendo un processo funzionale e quindi formalizzabile è, in via teorica, eseguibile anche da una macchina a prescindere dal materiale che la costituisce.
Di fatto il funzionalismo introduce nella spiegazione degli stati mentali non solo la componente input\output, tipica del comportamentismo e della teoria dell'identità, ma anche quella degli stati interni i quali, in base a procedure di elaborazione (algoritmi) su base neurale, sono in grado di determinare output specifici e adattativi.

## Altre teorie dell'identità
Sebbene la teoria dell'identità non abbia avuto grande successo, in tempi recente è stata ripresa, ma in termini molto diversi dal filosofo Riccardo Manzotti che difende una identità tra gli oggetti esterni e i corrispondenti stati percettivi. La sua ipotesi non riguarda l'identità tra mente e corpo (o tra stati coscienti e processi cerebrali), ma tra mente e oggetti esterni; una posizione definita Identità Mente-Oggetto o MOI.